# Alfred Herrhausen
Alfred Herrhausen, född 30 januari 1930 i Essen, död 30 november 1989, var en tysk finansman, chef för Deutsche Bank.
Herrhausens bil sprängdes i luften när han var på väg till arbetet den 30 november 1989. Röda armé-fraktionen tog på sig ansvaret för attentatet. Filmen Black Box BRD handlar om denna händelse.